# Nazia Hassan
Nazia Hassan (3 tháng 4 năm 1965 - 13 tháng 8 năm 2000)  là một ca sĩ, nhạc sĩ, luật sư và nhà hoạt động xã hội người Pakistan. Cô bắt đầu sự nghiệp âm nhạc từ năm 10 tuổi và trở thành một trong những ca sĩ nổi bật nhất ở Pakistan và Ấn Độ. Cô rất rất nổi tiếng trên khắp Nam và Đông Nam Á và được mệnh danh là " Nữ hoàng nhạc Pop " ở Nam Á. Cô cùng với anh trai Zoheb Hassan tiếp tục bán được hơn 65 triệu bản trên toàn thế giới. Đĩa đơn tiếng Anh của cô, Dreamer Deewane, đã đưa cô trở thành ca sĩ Pakistan đầu tiên lọt vào bảng xếp hạng của Anh. Giữa sự nghiệp ca hát thành công của mình, Hassan đã lấy được bằng kinh tế và luật tại hai trường danh tiếng ở London là Richmond, Đại học Quốc tế Mỹ và Đại học Luân Đôn.
Hassan đã ra mắt ca hát của mình với bài hát " Aap Jaisa Koi " năm 1980, xuất hiện trong bộ phim Bollywood Ấn Độ Qurbani. Album đầu tay của cô, Disco Deewane (1981), được xếp hạng ở mười bốn quốc gia trên toàn thế giới và trở thành bản thu âm pop bán chạy nhất châu Á tại thời điểm đó. Tiếp theo là Boom Boom (1982), Young Tarang (1984), và Hotline (1987) là album cuối cùng của cô với Zoheb. Album cuối cùng của cô, Camera Camera (1992), là một phần của chiến dịch chống ma túy. Cùng với anh trai, cô cũng xuất hiện trong một số chương trình truyền hình. Năm 1988, cô xuất hiện trong Sung Sung với nhạc trưởng Sohail Rana. Họ cũng đã tổ chức chương trình sân khấu nhạc pop đầu tiên, Music '89, được sản xuất bởi Shoaib Mansoor. Thành công của cô đóng một vai trò quan trọng trong việc định hình cả hai nền âm nhạc Pakistani pop và Indi-pop.
Thông qua sự nghiệp ca hát thành công kéo dài hơn 15 năm, Hassan trở thành một trong những người nổi tiếng nhất của tiểu lục địa. Cô đã nhận được một số giải thưởng trong nước và quốc tế, và ở tuổi 15 đã trở thành người Pakistan đầu tiên giành được Filmfare Award và vẫn là người nhận giải thưởng trẻ nhất cho đến nay. Hassan cũng là người nhận giải thưởng dân sự của Pakistan, Pride of Performance. Ngoài việc hát trong các bộ phim, Hassan còn tham gia các hoạt động từ thiện, và được UNICEF bổ nhiệm làm đại sứ văn hóa vào năm 1991. Hassan chết vì ung thư phổi ở London vào ngày 13 tháng 8 năm 2000 ở tuổi 35.

## Đầu đời
Hassan được sinh ra ở Karachi, Sindh, Pakistan và lớn lên ở Karachi và London. Cô là con gái của Basir Hassan, một doanh nhân và Muniza Basir, một nhân viên xã hội tích cực. Cô là em gái của ca sĩ Zoheb Hassan và Zara Hassan.
Hassan nhận bằng Cử nhân Quản trị Kinh doanh và Kinh tế tại Đại học Richmond American ở London. Năm 1991, cô trở thành thực tập sinh trong chương trình Lãnh đạo Quốc tế Phụ nữ tại Liên Hợp Quốc. Sau đó, cô tiếp tục làm việc cho Hội đồng Bảo an Liên Hợp Quốc. Cô có bằng Đại học Luật Luân Đôn (LLB).

## Sự nghiệp

### 1975 - 1980: Khởi đầu và nhận biết sớm
Hassan bắt đầu hát trong những năm 1970, khi cô xuất hiện trên một số chương trình truyền hình trên Truyền hình Pakistan (PTV) với tư cách là một nghệ sĩ nhí. Sự nghiệp âm nhạc chuyên nghiệp của cô bắt đầu ở tuổi mười lăm khi cô trở thành giọng hát chính cho bài hát " Aap Jaisa Koi " năm 1980 cho bộ phim Bollywood Qurbani. Cô gặp đạo diễn phim Feroz Khan tại một bữa tiệc ở Vương quốc Anh. Khan sau đó đã yêu cầu Hassan thử giọng với Biddu, một nhà soạn nhạc âm nhạc Ấn Độ có trụ sở tại London. Biddu sau đó đã ký hợp đồng với cô ấy cho " Aap Jaisa Koi ", bài hát anh ấy sáng tác cho Qurbani.
Bài hát thành công lớn ở Ấn Độ, và mặc dù cô là người Pakistan, Hassan đã nổi tiếng chỉ sau một đêm. Năm 1981, Hassan đã giành Filmfare Award cho Best Female Playback Singer cho bài hát. Tiếp theo là Ngôi sao điện ảnh Bollywood, có Kumar Gaurav và Rati Agnihotri và Nazia và Zoheb hát tất cả các bài hát.

### 1981 - 1987: Nhạc pop và Siêu sao
Sau khi Qurbani trở thành một hit lớn, cô hợp tác với Biddu trong nhiều dự án khác. Năm 1981, cô trở thành ca sĩ phát lại đầu tiên phát hành album. Đầu tiên của cô album là Disco Deewane. Album đã phá vỡ kỷ lục doanh số tại Pakistan và Ấn Độ và thậm chí đứng đầu các bảng xếp hạng ở Tây Ấn, Mỹ Latinh và Nga. Album này đã trở thành một hit lớn và Hassan trở thành một ca sĩ nhạc pop ở Pakistan. Album này cũng có giọng hát của anh trai cô Zohaib Hassan. 

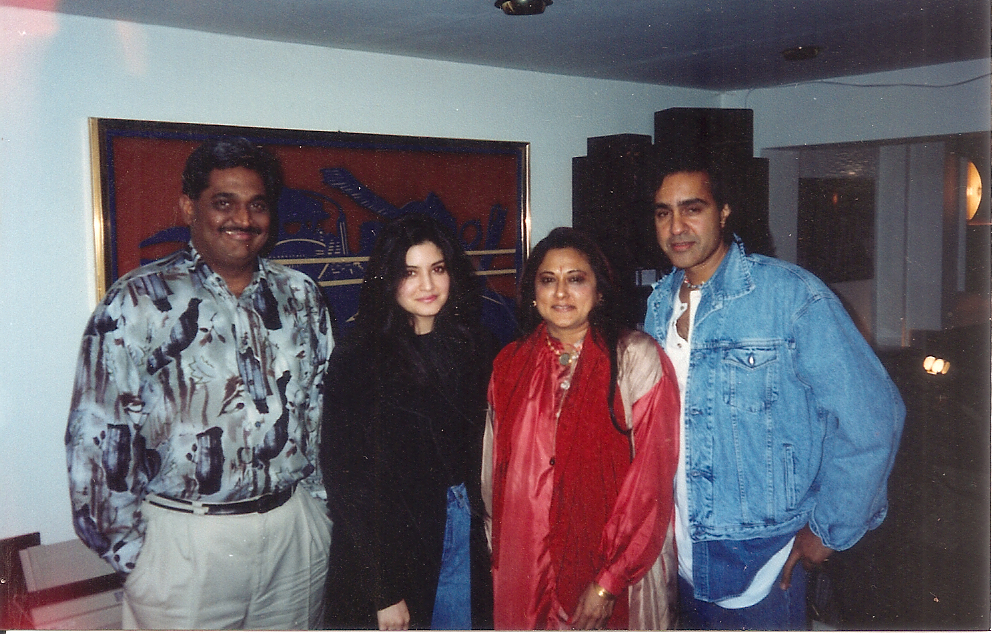
Nazia với Biddu ở Mumbai.

Sau khi phát hành Disco Deewane, Biddu đã cho Zohaib và cô cơ hội diễn xuất trong một bộ phim, nhưng cô đã từ chối và chọn con đường ca hát. Album thứ hai của Hassan là Star / Boom Boom, được đề cử cho Giải thưởng Filmfare dành cho Best Female Playback Singer, được phát hành năm 1982. Nhạc phim của album được sử dụng trong phim năm 1982. Bộ phim không thành công tại phòng vé, nhưng album đã thành công và làm tăng sự nổi tiếng của Hassan và Zohaib ở Pakistan và Ấn Độ.
Album thứ ba của cô, Young Tarang, được phát hành vào năm 1984. Đây là album đầu tiên ở Pakistan có các video âm nhạc, được thực hiện tại London bởi David Rose và Kathy Rose. Album trở nên phổ biến nhất ở châu Á. "Ankhien Milane Wale" là một bài hát nổi tiếng trong album. Sau khi phát hành YYoung Tarang, cô trở lại hát cho các bộ phim Bollywood với tư cách là một ca sĩ phát lại.
Album thứ tư của cô, Hotline được phát hành vào năm 1987. Aa Haan là bài hát nổi tiếng nhất của album.

### Music 89 và nghỉ hưu
Vào cuối năm 1980, cô đã trở thành ca sĩ nhạc pop nổi tiếng nhất Pakistan và Ấn Độ. Năm 1988, cô và anh trai Zohaib xuất hiện cùng với nhạc trưởng Sohail Rana trong chương trình truyền hình của mình, Sung Sung. Vào năm sau, cô và Zohaib đã tổ chức chương trình đột phá "Music '89". Chương trình được sản xuất bởi Shoaib Mansoor. Đó là chương trình sân khấu nhạc pop đầu tiên được phát sóng trên truyền hình. Chương trình đã khởi động sự nghiệp của nhiều ban nhạc và ca sĩ mới nổi và trở nên phổ biến ở Pakistan. Cô đã tổ chức một chương trình khác, Dhanak trên PTV cùng năm, 1989.
Năm 1991, Hassan và anh trai Zohaib đã thu âm album thứ năm của cô, Camera Camera. Trước khi phát hành album, cô và Zohaib tuyên bố rằng đây sẽ là album cuối cùng của họ. Album được phát hành vào năm 1992. Nó không thành công như các album trước của cô và chỉ nhận được phản ứng trung bình. Sau khi phát hành album, cô rời bỏ sự nghiệp ca hát để tập trung vào cuộc sống cá nhân.
Biddu đã sáng tác một bài hát, " Made in India " và anh ấy muốn Nazia hát nó. Nhưng Hassan đã nghỉ hưu đã từ chối hát một bài hát có thể xúc phạm tới các fan tại Pakistan. Bài hát sau đó được viết cho Alisha Chinai.

## Cuộc sống cá nhân
Vào ngày 30 tháng 3 năm 1995, Nazia Hassan kết hôn với doanh nhân Mirza Ishtiaq Baig trong một lễ cưới Hồi giáo được tổ chức tại thành phố Karachi. Điều này diễn ra sau khi cô được chẩn đoán mắc bệnh ung thư. Họ có một con trai, Arez Hassan, sinh ngày 7 tháng 4 năm 1997. Cuộc hôn nhân kết thúc bằng một cuộc ly hôn mười ngày trước cái chết của Nazia.
Trong một cuộc phỏng vấn sau đó, anh trai cô, Zoheb Hassan, liên quan đến cuộc sống cá nhân của Nazia đầy hỗn loạn và cô không ngừng chiến đấu với bản thân.

## Qua đời
Nazia Hassan đã chiến đấu trong một thời gian dài với bệnh ung thư trong những năm cuối đời và qua đời vì bệnh ung thư phổi ở London vào ngày 13 tháng 8 năm 2000 ở tuổi 35. Cô đã được đưa vào Bệnh viện Bắc Luân Đôn ở London, ba ngày trước đó khi tình trạng của cô ấy xấu đi Cô có dấu hiệu hồi phục nhẹ vào ngày trước khi chết và người ta cho rằng các bác sĩ sẽ cho phép cô về nhà. Nhưng sáng sớm Chủ nhật, mẹ cô, Muniza được gọi tới bệnh viện nơi con gái cô bắt đầu ho dữ dội vào khoảng 9:15 sáng. Cô ấy chết trong vòng vài phút. Sau Namaz-e-janaza tại Đài hỏa táng Golders Green, Nazia đã được chôn cất tại Nghĩa trang Hendon (Khu vực Hồi giáo) ở London theo nghi thức Hồi giáo. Trong một cuộc phỏng vấn với The Express Tribune, anh trai cô - Zoheb tiết lộ "Cô ấy đã chết như một người bất hạnh, cô ấy chết trong đau đớn".

## Từ thiện
Hassan đã sử dụng khả năng của mình để thúc đẩy các hoạt động tiến bộ xã hội. Cô đặc biệt xúc tiến các hoạt động cải thiện cho trẻ em, thanh thiếu niên và phụ nữ gặp nạn cư trú tại các khu vực thiếu thốn ở thành phố Karachi. Cô ủng hộ Inner Wheel Club tại Ấn Độ và giúp gây quỹ cho nó. Tại Pakistan, cô thành lập tổ chức BAN (Battle Against Narcotics) và trở thành thành viên tích cực của các tổ chức như Tiếng nói của Phụ nữ, Tổ chức Thanh niên Quốc gia (Pakistan). Cô được ghi nhận trong phần giới thiệu các phòng khám di động ở Lyari Town, để làm cho thuốc men dễ tiếp cận hơn với những người thiếu thốn - và rất cần nó.
Hassan đã làm việc với Javed Jabbar, cựu Bộ trưởng Thông tin, để gây quỹ cho trẻ em ở Tharparkar và Rajasthan. Cô đã đến nhiều trường học để phát đồ chơi cho trẻ em nghèo và nói chuyện về chủ đề nhận thức xã hội cho những người không may mắn. Hassan không bao giờ quên tình yêu và sự hỗ trợ của tất cả các trường học và luôn nói về họ với một tình cảm lớn lao. Các nhân viên và các học sinh của Trường Tu viện St Joseph, Trường Mama Parsi và nhiều người khác đã hết lòng giúp đỡ.
Năm 1991, cô gia nhập Hội đồng Bảo an Liên Hợp Quốc tại Trụ sở Liên Hợp Quốc ở Thành phố New York và làm việc ở đó được hai năm. Năm thứ ba, cô làm việc tại UNICEF. Sự xuất sắc trong học tập và hoạt động xã hội của giúp cô đã giành được học bổng trong Chương trình Lãnh đạo của Đại học Columbia, nhưng cô không thể nhận lời đề nghị vì khoảng thời gian này, cô được chẩn đoán mắc bệnh ung thư.

## Di sản
Bối cảnh nhạc pop đương đại sôi động của Pakistan có được nhờ định nghĩa lại về nhạc pop của Nazia Hassan. Ngoài ra, các ban nhạc lớn nhất thập niên 1990, bao gồm Vital Signs và Jupiters, đã có một nền tảng trên "Music '89".
Hassan cũng có một tác động địa chấn ở Ấn Độ. Tạp chí India Today đã bình chọn cô là một trong 50 người hàng đầu giúp thay đổi diện mạo Ấn Độ. Cô đã đóng góp cho sự phát triển của sự đồng hình hiện tại của nhạc Bollywood và Indi-pop. Tạp chí thời điểm đó nhận định "Cô ấy đã đặt ra - đi trước thời đại - xu hướng album cá nhân ở Ấn Độ, sinh ra những người như Alisha Chinai, Lucky Ali và Shweta Shetty". Sau thành công vang dội của âm nhạc, Nazia và Zohaib đã được EMI Group ký hợp đồng và là ca sĩ Nam Á đầu tiên được ký bởi một công ty âm nhạc quốc tế. Ở đỉnh điểm của cơn sốt Disco Deewane, cô thường xuyên thu hút rất đông người, chẳng hạn như 50.000 đến 100.000 người chào đón cô tại sân bay Calcutta.
Vào ngày 9 tháng 3 năm 2002, Nazia Hassan Tribute Concert đã được tổ chức tại Karachi, các ca khúc kinh điển của Vital Signs và Jupiters đã cùng nhau biểu diễn trên sân khấu - lần đầu tiên sau gần 7 năm. Buổi biểu diễn có sự tham gia nhiệt tình của các khán giả.
Vào ngày 23 tháng 3 năm 2002, Chính phủ Pakistan đã trao cho Nazia Hassan giải thưởng Dân sự cao nhất Pride of Performance. Giải thưởng được trao cho Muniza Basir, mẹ của Nazia Hassan, từ Tổng thống Pakistan Pervez Musharraf trong một buổi lễ chính thức được tổ chức tại Islamabad.
Năm 2007, Ahmad Haseeb đã tạo ra bộ phim tài liệu A Music Fairy để tưởng nhớ Hassan được chiếu tại Liên hoan phim Kara và Đại học Ankara. Năm 2009, Giám đốc Faraz Waqar đã vinh danh Nazia vì sự nghiệp âm nhạc của cô và khiến Pakistan tự hào.
Hassan được gọi là "Người tình của Pakistan". Hassan vẫn là biểu tượng của vẻ đẹp duyên dáng, vẻ đẹp thiêng liêng và ngây thơ và thường được so sánh với Công nương Diana, vì cô được biết là sở hữu một trái tim vàng.
Vào ngày 31 tháng 10 năm 2014, Global Voices Online đã gọi cô là "Người phụ nữ trẻ, độc lập, tạo ra một không gian riêng cho họ trong ngành công nghiệp âm nhạc Pakistan". Vào ngày 9 tháng 11 năm 2014, dòng nhạc Delhi Pop, được trình chiếu tại buổi trình diễn thời trang Aalishan Pakistan của TDAP ở Delhi đã trả tiền cho Nazia Hassan.
Vào ngày 16 tháng 11 năm 2014, Coke Studio Pakistan" đã vinh danh Nazia Hassan trong season seven với bài hát "Jaana" được hát bởi Zoheb Hassan và Zoe Viccaji. Bài hát đã được đón nhận bởi các nhà phê bình và khán giả. Bài hát này giành thứ hạng cao trên các bảng xếp hạng âm nhạc và phổ biến trên các kênh âm nhạc và đài phát thanh. Vào ngày 17 tháng 11 năm 2014, Hassan được ARY News mệnh danh là một trong 11 người phụ nữ tiên phong của Pakistan. " 

## Quỹ tài trợ
Vào năm 2003, cha mẹ của Hassan đã thành lập Quỹ Nazia Hassan tiếp tục nỗ lực của con gái họ để biến thế giới thành một nơi tốt đẹp hơn cho mọi người, bất kể đẳng cấp, tín ngưỡng và tôn giáo. Quỹ Nazia Hassan quyết định mở trường học cho trẻ em lang thang sẽ giúp đỡ trong việc hướng nghiệp và giáo dục trẻ em lang thang làm việc.

## Danh sách đĩa hát
- Aap Jaisa Koi (1980)
- Disco Deewane (1981)
- Our Love Last Forever LP (1981)
- Get a Little Closer LP (1982)
- Star/Boom Boom (1982)
- Dreamer Devane LP (1983)
- Young Tarang (1984)
- Ilzaam (1986)
- Main Bulwan (1986)
- Sheela (1987)
- Hotline (1987)
- Then He Kissed Me LP (1988)
- Saaya (1989)
- Dhanak (1989)
- Camera Camera (1992)
- Pro Audio Show (1995)
- Signature (Suno Suno & Himat Se) (2017)

## Phim tài liệu
- A Music Fairy; A Tribute to Nazia Hassan by Ahmad Haseeb

## Giải thưởng và danh hiệu
- Pride of Performance
- Filmfare Best Female Playback Award
- Golden Disc Award
- Double Platinum Award
- Google vinh danh cô với một doodle vào ngày kỉ niệm sinh nhật lần thứ 53, "hình ảnh cô ấy biểu diễn với mái tóc bồng bềnh nổi tiếng, và những trái bóng sàn nhảy của thập niên 80 lấp lánh đằng sau cô ấy." Nó được hiển thị cho người dùng Google ở Úc, Canada, Iceland, New Zealand và Pakistan.[31]
- Bằng tiến sĩ danh dự của Đại học Richmond American in 2014, nhận bằng là con trai bà Harris.

## Liên kết
- Nazia Hassan trên IMDb